# Heinrich von Veldeke

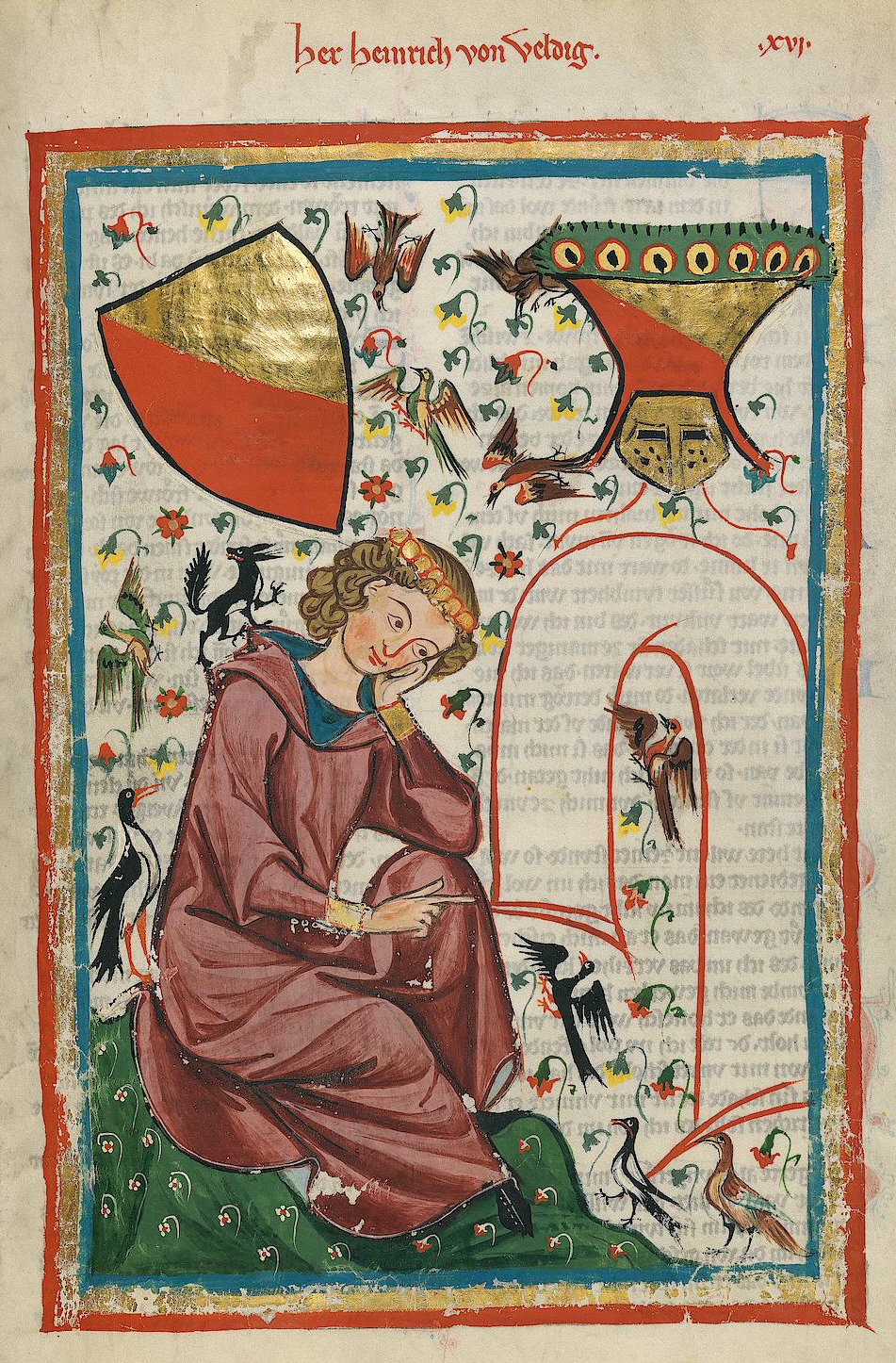
Heinrich von Veldeke. Codex Manesse. 1300.

Hendrik van Veldeke o He(y)nric van Veldeken en neerlandés original, en alemán Heinrich von Veldeke (n. en Spalbeek, Limburgo, antes de 1150; f. entre 1190 y 1200)  fue un poeta neerlandés del siglo XII

## Biografía
Provenía de una familia noble cercana a Maastricht. Se le considera uno de los precursores del Minnesang y ejerció gran influencia sobre otros autores de este género. Su obra Eneit, es conocida como la primera novela cortesana o roman courtois de la literatura alemana porque el texto original en flamenco se ha perdido y solo se conserva la traducción alemana del siglo siguiente.

## Obras
- Eneida (Eneit), escrita en alto alemán medio: se trata de una imitación del Roman d'Énéas más que una traducción directa de la Eneida de Virgilio ;
- Ernesto, duque de Baviera, epopeya;
- La leyenda de San Gervasio, en 4 cantos.

## Literatura
- Renate Schipke: Heinrich von Veldeke: Eneasroman, in: Peter Jörg Becker und Eef Overgaauw (Hgg.): Aderlass und Seelentrost. Die Überlieferung deutscher Texte im Spiegel Berliner Handschriften und Inkunabeln, Mainz 2003, S.62ff.
- Gabriele Schieb: Henric van Veldeken / Heinrich von Veldeke. Stuttgart: Metzler, 1965. (Sammlung Metzler 42)
- Meinolf Schumacher: Einführung in die deutsche Literatur des Mittelalters, Darmstadt: Wissenschaftliche Buchgesellschaft 2010, ISBN 978-3-534-19603-6, S. 65-69.